# QPM-241
A QPM-241 egy Wolf-Rayet csillag a Nyilas csillagképben. Ez a második legfényesebb csillag az Ötös halmazban. Fényereje 4 500 000-szorosa a Napénak, ez az egyik legfényesebb csillag.

## Külső hivatkozások
- http://jumk.de/astronomie/big-stars/qpm-241.shtml

1. ↑  A. Liermann – W.-R. Hamann – L. M. Oskinova (2008. november 20.). „The Quintuplet cluster” (angol nyelven). Astronomy and Astrophysics 494 (3), 1137–1166. o. DOI:10.1051/0004-6361:200810371.